# Ľudovít Šiška
Ľudovít Šiška (18. července 1924 – ???) byl slovenský a československý politik a poúnorový bezpartijní poslanec Národního shromáždění ČSR.

## Biografie
Ve volbách roku 1954 byl zvolen do Národního shromáždění ve volebním obvodu Nitra-okolí jako bezpartijní kandidát. V parlamentu setrval až do konce funkčního období, tedy do voleb roku 1960. K roku 1954 se profesně uvádí jako člen JZD v obci Šurianky.